# Brachyvatus acuminatus
Brachyvatus acuminatus là một loài bọ cánh cứng trong họ Bọ nước. Loài này được Steinheil miêu tả khoa học năm 1869.